# Vaskút
Vaskút je obec v Maďarsku v župě Bács-Kiskun v okrese Baja.

## Poloha
Vaskút leží na jihu Maďarska u potoka Igali-főcsatorna. Baja je vzdálena 8 km.

## Galerie

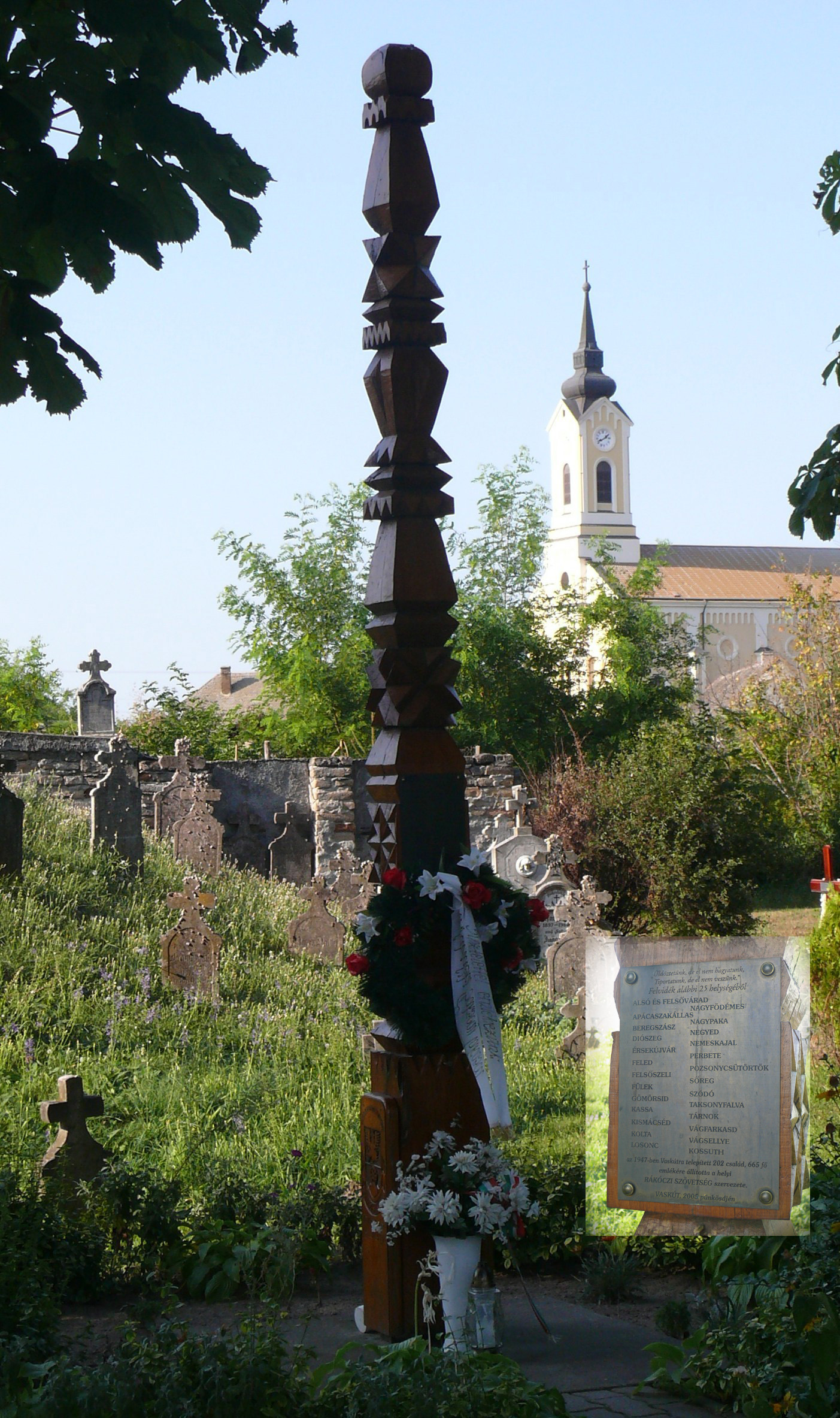
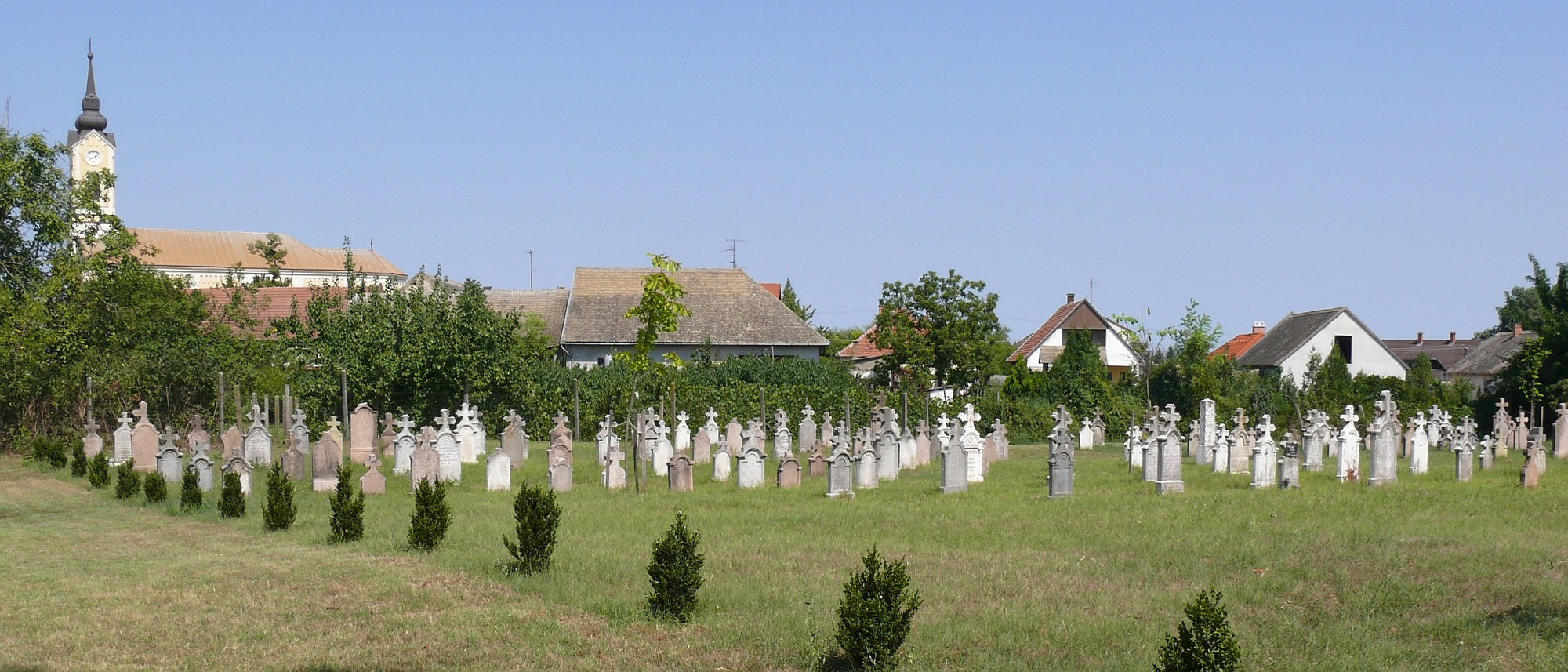